# Zapovednik Basegi
Zapovednik Basegi (Russisch: Государственный природный заповедник Басеги) is een strikt natuurreservaat gelegen in Kraj Perm in het oosten van Europees Rusland. De oprichting tot zapovednik vond plaats op 1 oktober 1982 per decreet (№ 531/1982) van de Raad van Ministers van de Russische SFSR. Zapovednik Basegi heeft een oppervlakte van 379,57 km². Ook werd er een bufferzone van 213,45 km² ingesteld. De oprichting vond plaats om de sparren-zilversparrenbossen op de hellingen van de Basegirug te behouden en beschermen.

## Kenmerken
Het reservaat is gelegen op de Basegi, een bergrug die deel uitmaakt van de Centrale Oeral. De Basegi wordt zelf onderverdeeld in drie afzonderlijke bergtoppen: Severny Baseg (951 m), Sredni Baseg (994 m) en Joezjny Baseg (851 m). Het reservaat telt vele gebieden die van wetenschappelijke en educatieve waarde zijn, zoals de bergtoendra op de helling van de Severny Baseg, de bergtoendragordel en rotspilaren op de Sredni Baseg, de graslandgemeenschappen op de oostelijke helling van de Joezjny Baseg, de graslandgemeenschappen op de zuidelijke hellingen van de Severny Baseg en een eilandberg met zeldzame plantensoorten ten westen van de Joezjny Baseg. De bergtoppen zijn vaak bedekt met mossen en korstmossen en op de veenachtige delen van het gebergte rijpen 's zomers de kruipbraam (Rubus chamaemorus) en kleine veenbes (Vaccinium oxycoccos). Daarnaast zijn er veel snelstromende bergriviertjes. Zeldzame of endemische plantensoorten zijn bijvoorbeeld  Gypsophila uralensis, Dianthus acicularis en Dactylorhiza fuchsii.

## Dierenwereld
In Zapovednik Basegi zijn tot op heden 50 soorten zoogdieren, 191 vogels en zeventien vissen vastgesteld. Zoogdieren die gebruikelijk zijn in het reservaat zijn bijvoorbeeld de eland (Alces alces), bruine beer (Ursus arctos), wolf (Canis lupus), sneeuwhaas (Lepus timidus) en eekhoorn (Sciurus vulgaris). Ook worden de Siberische wezel (Mustela sibirica), wezel (Mustela nivalis) en hermelijn (Mustela erminea) vaak aangetroffen. In de bossen broeden vogelsoorten als het auerhoen (Tetrao urogallus), hazelhoen (Tetrastes bonasia), witgat (Tringa ochropus), houtsnip (Scolopax rusticola), keep (Fringilla montifringilla) en notenkraker (Nucifraga caryocatactes).